# George Caley
George Caley (Yorkshire, Inglaterra, 10 de junho de 1770  – Bayswater, Inglaterra, 23 de maio de 1829) foi botânico e explorador inglês na Austrália.
George Caley, enquanto jovem trabalhou nos estábulos de seu pai. Estudou botânica e o seu nome encontra-se ligado à Escola de Botânica de Manchester. Trabalhou no Real Jardim Botânico de Kew e em outros jardins entre 1795 e 1798.
Foi contratado por Joseph Banks para fazer recolecção de espécimenes botânicos na zona circundante de Sydney. Banks, numa carta de 1798 que escreveu aos serviços coloniais, solicitou permissão para poder enviar Caley para Nova Gales do Sul. George Caley chegou a Sydney em 1800.
Adquiriu uma casa em Parramatta onde pode manter um pequeno jardim botânico. Durante a sua estadia na Austrália, recolectou numerosos espécimenes botânicos, e também animais tais como aves. Fez numerosas excursões, o que lhe permitiu obter um conhecimento detalhado da região a que se dedicou estudar.
Diferente de outros recolectores, George Caley não estava obrigado a recolectar somente em exclusividade para o Real Jardim Botânico de Kew e para Banks, pois foi-lhe dada permissão para enviar espécimenes para outros destinos. Assim, numa carta que se conserva actualmente, vemos que tinha um acordo com os viveiros Colvill, para lhes enviar exemplares.
Quando terminoa a sua misión, em 1808, regressou a Inglaterra e viveu de uma pequena pensão que lhe outorgou Banks, até 1816. Desde 1816 até 1822 foi o superintendente dos jardines botânicos de São Vicente, nas Índias Ocidentais.
Para além da Austrália e Tasmânia, George Caley recolectou na África do Sul, Inglaterra e em São Vicente e Granadinas.